# 21 Tarnogrodzka Dywizja Zmechanizowana
21 Tarnogrodzka Dywizja Zmechanizowana – związek taktyczny Armii Radzieckiej przejęty przez Siły Zbrojne Federacji Rosyjskiej.
W końcowym okresie istnienia Związku Socjalistycznych Republik Radzieckich dywizja stacjonowała na terenie Niemieckiej Republiki Demokratycznej. W tym czasie wchodziła w skład 2 Gwardyjskiej Armii Pancernej. Dyslokowana do Rosji i przeformowana w 180 BZ, a następnie w BSU. Stacjonowała na terenie Syberyjskiego OW w Omsku. Podległa 41 Armii.

## Struktura organizacyjna
Skład w 1992:
- Dowództwo i sztab – Perleberg
- 239 pułk zmotoryzowany;
- 240 pułk zmotoryzowany;
- 283 Gwardyjski pułk zmotoryzowany;
- 568 pułk zmotoryzowany;
- 18 batalion czołgów;
- 1054 pułk artylerii samobieżnej;
- 1079 pułk rakiet przeciwlotniczych;
- 480 dywizjon artylerii przeciwpancernej;
- 34 batalion rozpoznawczy;
- 921 batalion łączności;
- 348 batalion inżynieryjno-saperski;
- 158 batalion obrony przeciwchemicznej;
- 1125 batalion zaopatrzenia;
- 34 batalion remontowy;
- 4 batalion medyczny.